# 莫洛加-舍克斯納低地
莫洛加-舍克斯納低地是俄羅斯的低地，位於莫洛加河和舍克斯納河流域，平均海拔高度100至120米，該地區被松樹和苔蘚覆蓋，泥土以灰化土為主。